# Harriet Wolf
Harriet Daniela Margarethe Wolf (* 10. September 1894 in Hamburg; † 14. Februar 1987 ebenda) war eine deutsche Malerin.
Wolf, Schülerin Franz Nölkens und Friedrich Ahlers-Hestermanns an der Hamburger Kunstschule Gerda Koppels, legte zunächst im Jahre 1925 ihr Staatsexamen als Zeichenlehrerin ab. 1927 erfolgte ihre Teilnahme an der siebten Ausstellung der Hamburgischen Sezession. Sie gehörte sowohl dem Deutschen Künstlerbund als auch der Hamburgischen Künstlerschaft an. 1937 trat sie der NSDAP bei.